# Данвіч

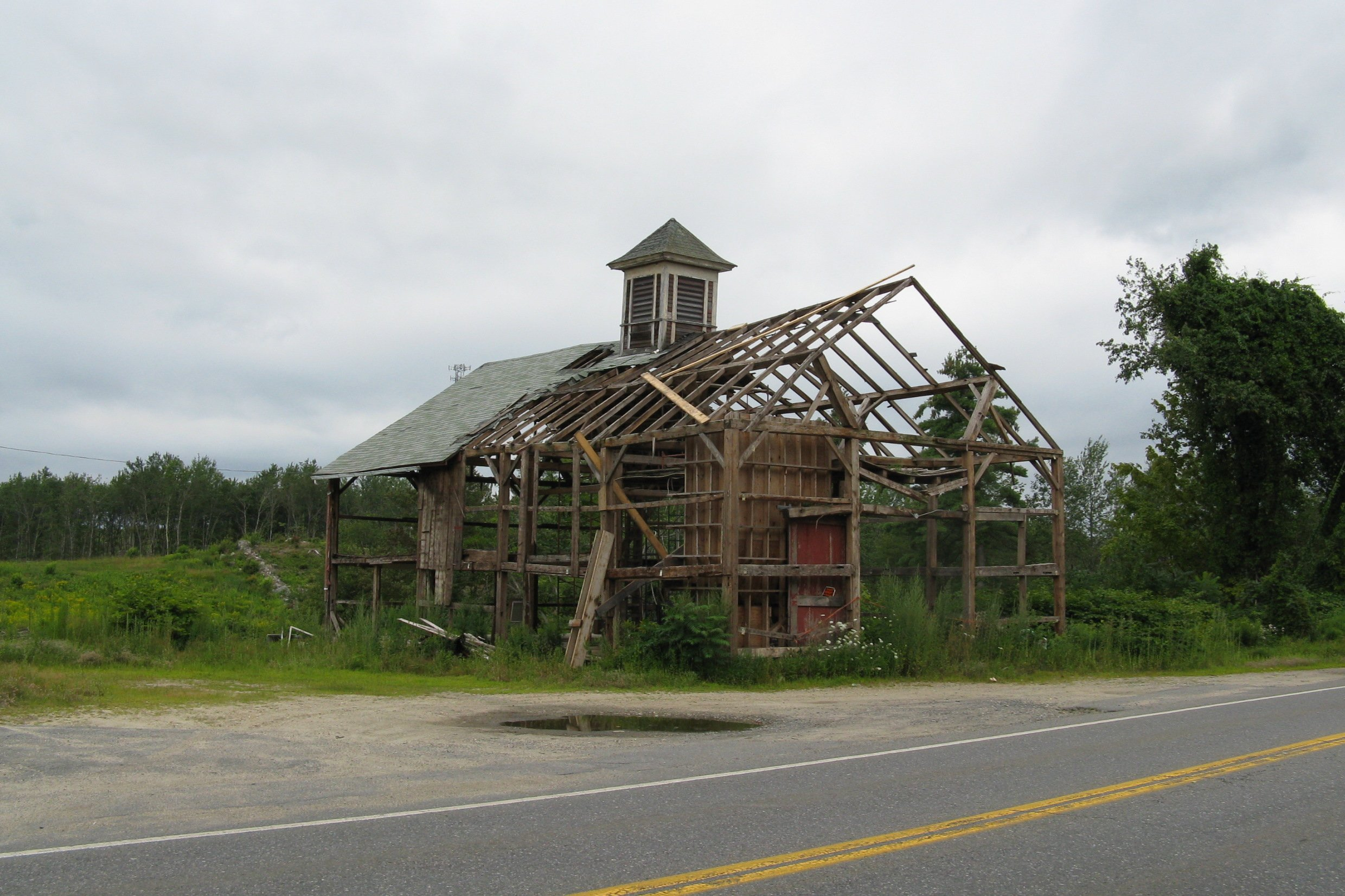
Закинутий сарай в Атолі, Массачусетс

Данвіч (англ. Dunwich, іноді Данич) — вигадане місто на півночі центрального Массачусетса, вперше згадане Г. Ф. Лавкрафтом. Частина міфів Ктулху. Є основним місцем дії в оповіданні «Данвічский жах», також згадується у вірші «Давня стежка» (англ. The Ancient Track, 1929).

## Місто в книгах
Данвіч — занепале селище в Новій Англії, неподалік від Аркхема, також вигаданого Лавкрафтом. Місцевість навколо Данвіча визначна регулярними проведеннями темних обрядів. Після подій, описаних в «Данвічскому жаху», всі покажчики, що показують дорогу до Данвіч, були знищені.

## Прототипи
Вважається, що у Данвіча два прототипи: реально існуючий Данвіч в Англії і Гринвіч в Массачусетсі. Якщо перший прототип носить те ж ім'я, то другий, схожий за звучанням, поділяв з лавкрафтівскім Данвічем місцезнаходження і загальну атмосферу занедбаності, поки не був затоплений в ході створення Каббінского водосховища. Також населений пункт з такою назвою присутній в повісті Артура Мейчена «Жах» (англ. The Terror, 1916), яку Лавкрафт читав. Сама упадочна місцевість списана з різних місць Массачусетса, які відвідував Лавкрафт, швидше за все, це околиці міст Атол і Уілбрем.
Оригінальна вимова слова Dunwich достеменно невідома. Англійське місто вимовляється без звуку "в", а в новоанглійському Гринвічі цей звук є. Сам Лавкрафт ніколи не уточнював вимову Данвіча. У українських перекладах найчастіше використовується написання «Данвіч».